# اشک‌ها و لبخندها (فیلم)
آوای موسیقی (به انگلیسی: The Sound of Music)، (که در ایران با عنوان اشک‌ها و لبخندها شناخته شده‌است) فیلم موزیکال سال ۱۹۶۵ به کارگردانی رابرت وایز و با بازی جولی اندروز و کریستوفر پلامر است. ترانه‌های این فیلم را راجرز و هامرستاین، زوج آهنگساز آمریکایی ساخته‌اند و فیلمبرداری آن در زالتسبورگ اتریش و باواریا در آلمان غربی و همچنین در استودیوی فاکس قرن بیستم در کالیفرنیا انجام شده‌است.
فیلم در تاریخ ۲ مارس ۱۹۶۵ در آمریکا منتشر شد. با توجه به محدودیت‌هایی که در اکران وجود داشت این فیلم توانست با موفقیت بزرگی در گیشه مواجه شود و به عنوان پرفروشترین فیلم تاریخ در زمان خود دست یافت و تا پنج سال این مقام را حفظ کرد. این فیلم به شدت پرطرفدار بود و توانست رکورد فروش گیشه را در ۲۹ کشور بشکند.
همچنین این فیلم توانست پنج جایزه اسکار را نیز از آن خود کند. در سال ۱۹۹۸ نیز بنیاد سینمای آمریکا این فیلم را به عنوان چهارمین فیلم برتر موزیکال تاریخ انتخاب کرد.

## داستان فیلم
بخش بزرگی از داستان و فیلم‌نامه برگرفته از وقایع حقیقی هستند که در سال ۱۹۳۸ میلادی در شهر سالزبورگ اتریش اتفاق افتاده‌اند. ماریا دختر جوانی که در صومعه زندگی می‌کند و داوطلب راهبه شدن است، عاشق رقص و آواز است. راهبه مسئول او وی را برای سرپرستی فرزندان کاپیتان بیوه «فون تراپ» انتخاب کرده و او را به منزل ایشان می‌فرستد… ماریای سبک بال در مدت کوتاهی بچه هارا تشویق به آواز خواندن کرده و دل آن‌ها را زود بدست میاورد. کاپیتان فون تراپ که مردیست جدی و خشک، در ابتدا از کارهای ماریا خوشش نمی‌آید و بدبین است… او در این زمان با خانمی اشرافی که از بچه‌ها بدش می‌آمد، در شهر وین رابطه دوستی داشت… ولی عاقبت کاپیتان عاشق ماریا شد. در این بین موضوع الحاق کشور اتریش به آلمان پیش‌آمد و ارتش آلمان فون تراپ را به خدمت فراخواند ولی او مخالفت خود را اعلام کرد و ارتش آلمان نازی او را تحت تعقیب قرار داد… فون تراپ تصمیم گرفت با بچه‌ها و ماریا از راه سوئیس به ایالات متحد آمریکا فرار کند…

## بازیگران
- جولی اندروز
- کریستوفر پلامر
- دوریس لوید
- ریچارد هایدن
- النور پارکر
- پگی وود
- شارمین کار
- نیکولاس هاموند
- هتر منزیس
- دان چیس
- آنجلا کارترایت
- دبی ترنر
- Kym Karath
- آنا لی (بازیگر)
- Portia Nelson
- Ben Wright
- Daniel Truhitte
- نورما واردن
- مارنی نیکسون
- Evadne Baker
- دوریس لوید

## جوایز
اشک‌ها و لبخندها در سال نمایش خود موفق شد رکورد فروش تاریخ سینما را تا زمان خودش بشکند و نامزد ده جایزه اسکار شود و پنج جایزه اسکار را به دست آورد. همچنین بنیاد فیلم آمریکا، در سال ۲۰۰۶ میلادی، این فیلم را در رتبه ششم لیست بهترین فیلم‌های موزیکال، قرار داد.
| جایزه                               | رده                                                    | نامزد                                                                            | نتیجه     |
| ----------------------------------- | ------------------------------------------------------ | -------------------------------------------------------------------------------- | --------- |
| Academy Awards                      | Best Picture                                           | رابرت وایز                                                                       | برنده     |
| Academy Awards                      | Best Actress in a Leading Role                         | جولی اندروز                                                                      | نامزدشده  |
| Academy Awards                      | Best Actress in a Supporting Role                      | پگی وود                                                                          | نامزدشده  |
| Academy Awards                      | Best Director                                          | رابرت وایز                                                                       | برنده     |
| Academy Awards                      | Best Cinematography – Color                            | تد دی مکورد                                                                      | نامزدشده  |
| Academy Awards                      | Best Art Direction – Set Decoration – Color            | Boris Leven (art direction); Walter M. Scott and Ruby R. Levitt (set decoration) | نامزدشده  |
| Academy Awards                      | Best Costume Design – Color                            | دوروتی جیکنس                                                                     | نامزدشده  |
| Academy Awards                      | Best Sound Mixing                                      | James Corcoran و Fred Hynes; 20th Century Fox Sound Department                   | برنده     |
| Academy Awards                      | Best Film Editing                                      | ویلیام اچ. رینولدز                                                               | برنده     |
| Academy Awards                      | Best Music, Scoring of Music – Adaptation or Treatment | آروین کاستل                                                                      | برنده     |
| American Cinema Editors Awards 1966 | Best Edited Feature Film                               | ویلیام اچ. رینولدز                                                               | برنده     |
| BAFTA Awards                        | بهترین بازیگر نقش اول زن بریتانیایی                    | جولی اندروز                                                                      | نامزدشده  |
| جوایز داوید دی دوناتلّو              | بهترین بازیگر نقش اول زن خارجی                         | جولی اندروز                                                                      | نامزدشده  |
| Directors Guild of America          | Outstanding Directorial Achievement in Motion Pictures | رابرت وایز                                                                       | برنده     |
| Golden Globe Awards                 | Best Motion Picture – Musical or Comedy                | اشک‌ها و لبخندها                                                                  | برنده     |
| Golden Globe Awards                 | Best Motion Picture Actress – Musical or Comedy        | جولی اندروز                                                                      | برنده     |
| Golden Globe Awards                 | Best Supporting Actress – Motion Picture               | پگی وود                                                                          | نامزدشده  |
| Golden Globe Awards                 | Best Director – Motion Picture                         | رابرت وایز                                                                       | نامزدشده  |
| Laurel Awards                       | سرگرمی عمومی                                           | اشک‌ها و لبخندها                                                                  | برنده     |
| Laurel Awards                       | Musical Performance, Female                            | جولی اندروز                                                                      | برنده     |
| National Board of Review            | Top Ten Films of 1965                                  | اشک‌ها و لبخندها                                                                  | برنده     |
| New York Film Critics Circle        | Best Actress                                           | جولی اندروز                                                                      | 2nd place |
| Writers Guild of America            | Best Written American Musical                          | ارنست لمان                                                                       | برنده     |

## دوبله فارسی
۳۸ منتقد و نویسنده سینمایی، در یک نظرخواهی برای انتخاب بهترین‌های تاریخ دوبله ایران که توسط ماهنامه سینمایی فیلم در اسفندماه ۱۳۸۴ انجام شد، دوبله این فیلم را به عنوان برترین دوبله فارسی برای یک فیلم خارجی انتخاب نمودند.
دوبله فارسی این فیلم با مدیریت دوبلاژ علی کسمایی در سال ۱۳۴۵ در استودیو دماوند به مدیریت «روبیک گریگوریانس» انجام شد. اجرا و ضبط ترانه‌های فارسی نیز در استودیوی وزارت فرهنگ و هنر صورت پذیرفت. صداگذاری نهایی فیلم که به صورت استریوفونیک ۶ بانده بود، در کشور آلمان انجام شد.
در نسخه دوبله شده فیلم اشکها و لبخندها، سه نوع آواز وجود دارد:
- (۱) آوازهایی که ترجمه و دوبله نشدند، مثل آوازهای اول و آخر فیلم و آواز «از هر کوهی، بالا برو» که مادر روحانی در صومعه برای قوت قلب دادن به ماریا می‌خواند. کسمایی در این‌باره می‌گوید:
«... فارسی شدن بعضی آوازها هم خوش آیند نبود، به همین جهت اصلاً از آن صرفنظر شد. مثل آواز مادر روحانی. به هرحال قسمتهایی که قابلیت بیشتری برای برگرداندن به فارسی را داشت، انتخاب کردیم»
- (۲) آوازهایی که کاملاً ترجمه و به فارسی خوانده شده‌اند مثل همهٔ آوازهایی که بچه‌ها در آن حضور دارند.
- (۳) یک آواز هم (در اتاقک شیشه‌ای باغ) با حالتی بین دکلمه و گفتار متن اجرا شده و آواز اصلی زیر آن شنیده می‌شود. کسمایی دربارهٔ این آواز چنین توضیح می‌دهد:
«آواز اتاقک شیشه‌ای یک آواز عاشقانه بود که به شکل فارسی مطلوب از کار درنمی‌آمد اما تماشاگران می‌بایست معنایش را در می‌یافتند. به همین دلیل ترجمه‌اش با آن شکل، رویِ تصویر و صدای اصلیِ پائین آمده، قرار گرفت.»

شعرهای فارسی که برای ترانه‌های فیلم اجرا شد، توسط «کریم فکور» سروده شده بود. او که از ترانه سرایان موفق آن دوران بود، ترانه‌های فارسی را بر اساس شعرهای اصلی و ریتم موسیقی و لحن و حالتِ آوازهایِ اصلی فیلم نوشت و این ترانه‌ها، توسط هنرجویان هنرستان عالی موسیقی و زیر نظر «تورج نگهبان» اجرا شد. اعضای این گروه موسیقی که توسط «عنایت رضایی» رئیسِ وقتِ اپرای تهران برای این منظور انتخاب شده بودند به این شرح است:
دوبلورهای صحنه‌های غیر آوازی
- ماریا (جولی اندروز): «ژاله کاظمی»
- کاپیتان فون تراپ (کریستوفر پلامر): «ابوالحسن تهامی‌نژاد»
- بارونِس اِلسا شرایدر (النور پارکر): «رفعت هاشم‌پور»
- ماکس (ریچارد هایدن): «خسرو خسروشاهی»
- رولف (دانیل تروهیت): «مهدی آژیر»
- لیزل فون تراپ، بزرگترین دختر خانواده (شارمین کار): «زهره شکوفنده»
- یکی از پسرها: «خسرو شکوفنده»
- یکی دیگر از پسرها: «شهرام شکوفنده»
- دو تا از دخترها: «منیژه نویده»
- یکی دیگر از دخترها: «شهین صحت نژاد»
- گرتل، کوچکترین دختر خانواده (کیم کاراث): «ناهید امیریان»

خوانندگان صحنه‌های آوازی
- سودابه صفاییه: خوانندگی به جای «ماریا» (جولی اندروز)
- فریدون معزّی مقدّم: خوانندگی به جای «کاپیتان فون تراپ» (کریستوفر پلامر)
- همایون معزی مقدم: خوانندگی به جای «رولف» (دانیل تروهیت)
- نازیلا زند کریمی: خوانندگی به جای «لیزل، دختر بزرگ خانواده» (شارمین کار)
- سیمین قدیری: خوانندگی به جای یکی از دخترها
- آزیتا آزرمی: خوانندگی به جای یکی از دخترها
- نسرین آزرمی: خوانندگی به جای یکی از دخترها
- شمسی شادمند: خوانندگی به جای یکی از دخترها
- ناهید امیریان: خوانندگی به جای «گرتل» (کیم کاراث)
- خسرو شکوفنده: خوانندگی به جای یکی از پسرها
- شهرام شکوفنده: خوانندگی به جای یکی از پسرها

## سایر عوامل دوبله
- مدیر دوبلاژ: «علی کسمایی»
- مترجم: «فیروز فلاحتی»
- سراینده ترانه‌های فارسی (باستثنای ترانه گل یخ): «کریم فکور» و سراینده و خواننده آهنگ گل یخ (Edelweiss) فریدون معزی مقدم می‌باشد.
- اجرای ترانه‌های فارسی: «هنرجویان هنرستان عالی موسیقی»
- ناظر اجرای ترانه‌های فارسی: «تورج نگهبان»
- دوبله شده در: «استودیو دماوند»
- مدیر استودیو دماوند: «روبیک گریگوریانس»
- ضبط ترانه‌های فارسی: «استودیو وزارت فرهنگ و هنر»
- سال دوبله: ۱۳۴۵

حواشی دوبله
- در حالی که در دوبله صحنه‌های آواز، به جای ۴ دختر بزرگتر، خواننده‌های حرفه‌ای وزارت فرهنگ و هنر آواز خواندند؛ ناهید امیریان، خسرو شکوفنده و شهرام شکوفنده، خودشان ترانه‌های فارسی فیلم را به جای شخصیت‌هایشان در فیلم اجرا کردند.[۵]
- دوبله موزیکال این فیلم، چنان مورد استقبال قرار گرفت که وزارت فرهنگ و هنر، به عنوان تشویق، یک بورس تحصیلی دوساله در اتریش، به «سودابه صفاییه» جایزه داد.[۵]
- ناهید امیریان که در این فیلم به جای «گرتل» (کوچکترین دختر کاپیتان فون تراپ) صحبت کرده و آواز خوانده، در زمانِ دوبله این فیلم، ۱۲ ساله بود. او که خود از سن ۵ سالگی فعالیت در زمینه دوبله را آغاز کرده بود، در مصاحبه‌ای در سال ۱۳۸۴ دراین‌باره چنین می‌گوید: «تجربه خیلی خوبی بود و هنوز یکی از کارهای مورد علاقهٔ دوره چهل و چندساله فعالیتم است. حالا هم در ۵۱ سالگی که شش فرزند و یک نوه دارم، از تماشای این فیلم لذت می‌برم و خاطرات آن سال‌ها برایم زنده می‌شود. بچه‌ها و نوه‌ام هم این فیلم را خیلی دوست دارند. هرکدام از بچه‌هایم، نسخه‌ای از فیلم را برای خودشان دارند تا بعدها به فرزندان شان نشان بدهند و بگویند: ببین، گوش کن، صدای این دخترک پنج ساله، صدای مادربزرگتان است!»[۵]
- ابوالحسن تهامی‌نژاد دربارهٔ گویندگی‌اش به جای کاپیتان فون تراپ می‌گوید: «موقع دوبلهٔ این فیلم ۲۷ ساله بودم و صدایم پختگی لازم برای نقش مردی پنجاه و چندساله را نداشت؛ بنابراین سعی کردم شرایطی فراهم کنم که صدایم، فرکانس لازم برای متناسب شدن با این نقش را داشته باشد. فیلم در استودیو دماوند در داودیه دوبله می‌شد که نزدیک خانه‌ام بود و من همیشه پیاده به آنجا می‌رفتم. قرار گذاشته بودم که بعدازظهرها این فیلم را دوبله کنیم و من آن روزها، هیچ کار دیگری نمی‌کردم و پس از استراحت بعد از ظهر، به استودیو می‌رفتم تا صدایم شرایط مورد نظرم را داشته باشد. حتی یکی دوبار که دیدم صدایم مناسب نیست، کار نکردم و از استودیو بیرون آمدم. به هرحال در این کار از صدای خودِ کریستوفر پلامر خیلی گرفتم. ویژگی اصلی صدای و لحن او در فیلم این بود که به عنوان یک نظامیِ اشرافی، سعی می‌کرد خیلی صحیح حرف بزند و خشکی و خشونت هم در صدایش داشته باشد. این خصوصیات، مهم‌ترین چیزهایی بود که من هم سعی کردم در دوبله این نقش رعایت کنم».[۵]

## نام‌های فیلم
نام اصلی فیلم به انگلیسی یا (The Sound of Music)، به معنی آوای موسیقی است؛ اما در کشورهای مختلف با عنوان‌های گوناگونی به نمایش درآمده‌است.
- ایران: اشک‌ها و لبخندها. (به مدیریت دوبلاژ علی کسمایی)
- آلمان: Meine Lieder, Meine Träume (آوازهای من، رویاهای من)
- فرانسه: La mélodie du bonheur (ملودی شادی)
- پرتقال: Música no Coração (موسیقی در قلب)
- برزیل: The Rebel Novice) Noviça Rebelde)
- ایتالیا: All Together with Passion) Tutti insieme Appassionatamente)
- هلند: The Most Beautiful Music) De mooiste muziek)
- اسپانیا: Smiles and Tears) Sonrisas y Lágrimas)
- یونان: I melodia tis eftihias, The Melody of Happiness) Η μελωδία της ευτυχίας)
- اسرائیل: צלילי המוזיקה (Tzeliley ha-muzika, The Sound of Music)
- عربستان سعودی: صوت الموسیقی (آوای موسیقی)
- اسلونی: My Songs,my Dreams) Moje pesmi, moje sanje)
- یوگسلاوی: My Songs, My Dreams) Moje pesme, moji snovi)
- تایلند: Love Magic from the Song of Paradise) มนต์รักเพลงสวรรค์)